# Jazz en Scènes
Jazz en Scènes est un festival de jazz, organisé par la Fédération des Scènes de Jazz et de Musiques Improvisées (FSJ).
Ce festival créé en 1999 se déroule tous les ans pendant quatre jours au mois de décembre. 
Tous les clubs et scènes de jazz qui se sont associés au sein de la FSJ, soit plus d'une vingtaine en 2009, présentent dans une même soirée deux groupes ou artistes : un groupe parrain, choisi par le club, et un groupe export, présenté par une scène de jazz d'une autre région.
Le festival Jazz en Scènes  permet ainsi de faire découvrir au public des musiciens et des formations émergentes, et de faciliter les contacts, partenariats et échanges inter-régionaux, tant urbains que ruraux.